# Mark 'Oh
Marko Albrecht (Kirchellen, 23. lipnja 1970.), poznatiji pod pseudonimom Mark 'Oh, njemački je DJ i glazbeni producent elektroničke glazbe. Uživao je veliku popularnost tijekom "zlatnih godina" techno glazbe (sredinom 1990-ih). Prvi hit singl mu je bio "Randy - Never Stop That Feeling", koji se dugo zadržao na njemačkim glazbenim ljestvicama. Drugi singl, "Love Song", postao je broj 2 u Njemačkoj gdje je dosegao platinastu nakladu, a bio je i neslužbena himna Love Paradea u Berlinu. Albrectov je najveći hit pjesma "Tears Don't Lie", koja je bila broj 1 u Njemačkoj i u brojnim europskim zemljama.

## Diskografija
- Randy (Never Stop That Feeling) (1994.) (#D 25,#NL 16)
- Love Song (1994.) (#D 5,#CH 8,#NL 11)
- Tears Don't Lie (1994.) (#D 1,#CH 3,#NL 2,#S 1,#N 8)
- Droste, Hörst Du Mich? (1995.) (#D 1,#CH 8)
- I Can't Get No (Wahaha) (1995.) (#D 18,#CH 43)
- Tell Me (1996.) (#CH 41,#FIN 16)
- Fade To Grey (1996.) (#D 11,#CH 15,#NL 35,#S 45,#FIN 20)
- The Right Way (1996.) (#D 34)
- The Team On Tour (Mark 'Oh feat. Cecile) (1998.) (#D 54)
- The Sparrows And The Nightingales (Mark 'Oh versus John Davies) (1999.)(#D 14)
- Your Love (Mark 'Oh versus John Davies) (1999.) (#D 25)
- Rebirth (Mark 'Oh versus John Davies) (1999.) (#D 86)
- Waves (Mark 'Oh & Mesh) (2000.) (#D 83)
- Never Stop That Feeling 2001 (2001.) (#D 11)
- Tears Don't Lie 2002 (2002.) (#D 30)
- Let This Party Never End (2002.) (#D 6,#CH 94)
- Because I Love You (Mark 'Oh meets Digital Rockers) (2002.) (#D 6,#CH 97,#ROM 97,#US 1)
- When The Children Cry (2002.) (#D 17)
- Mandy (2002.) (#D 10)
- Stuck On You (2003.) (#D 10)
- Words (Mark 'Oh feat. Tjerk) (2004.) (#D 10)
- Let It Out (Shout, Shout, Shout) (2006.) (#D 63)
- Oh baby (2006)
- I Don't Like Mondays (2008.)
- Power of love(4 the loveparade ) (Mark 'Oh meets Vinylshakerz)(2008.)
- United radio(2009.)(#D 48)
- Scatman (2009.) (Mark 'Oh feat. Scatman John) (#D 88)
- Love song 2k10 (2009)
- Party to the rooftop (2011)

* D - Njemačka, NL - Nizozemska, CH - Švicarska, S - Švedska, N - Norveška, FIN - Finska.

## Projekti
- Rave Rebells
- Digital Rockers
- Plastic Voice
- Mandy & Randy
- Casa Latina

## Vanjske poveznice
- Službena stranica (njem.)